# Yi (dinozaur)
Uzasadnienie: dwa artykuły o tym samym zwierzęciu
Yi – rodzaj niewielkiego, szybującego dinozaura z rodziny Scansoriopterygidae. Jest reprezentowany przez tylko jeden gatunek, Yi qi (翼奇 - w języku mandaryńskim „dziwne skrzydło”), znany z jednego, niekompletnego szkieletu, przy którym zachowały się pióra i błona lotna. Żył na terenie dzisiejszych Chin w jurze, około 160 milionów lat temu. Jego niezwykłą cechą były skrzydła pokryte błoną lotną.

## Budowa
Yi był niewielkim teropodem – jego masa została oszacowana na ok. 380 g. Prawdopodobnie był to osobnik dorosły, na co wskazuje zrośnięcie się szwów neurocentralnych (łączących trzon kręgu z jego łukiem).
Czaszka Yi przypominała czaszki innych rodzajów Scansoriopterygidae (a w mniejszym stopniu także owiraptorozaurów i niektórych bazalnych ptaków, np. Sapeornis i Jeholornis) – była stosunkowo masywna, a pysk był krótki (stanowił ok. 40% długości czaszki). Tak jak u innych Scansoriopterygidae trzeci palec dłoni był znacznie dłuższy od 2 pozostałych.
Cechą Yi niespotykaną u innych teropodów (nie licząc blisko spokrewnionego ambopteryksa) była obecność kości w kształcie pręta. Znajdował się on przy nadgarstku i służył jako podpora dla błony lotnej. Także obecność błony lotnej jest niezwykła, ponieważ u innych teropodów (nie licząc ambopteryksa) powierzchnia skrzydeł była (a u ptaków nadal jest) utworzona z piór, a nie z błony lotnej. U Yi występowały także pióra, były one jednak prymitywne, włókniste.

## Materiał kopalny

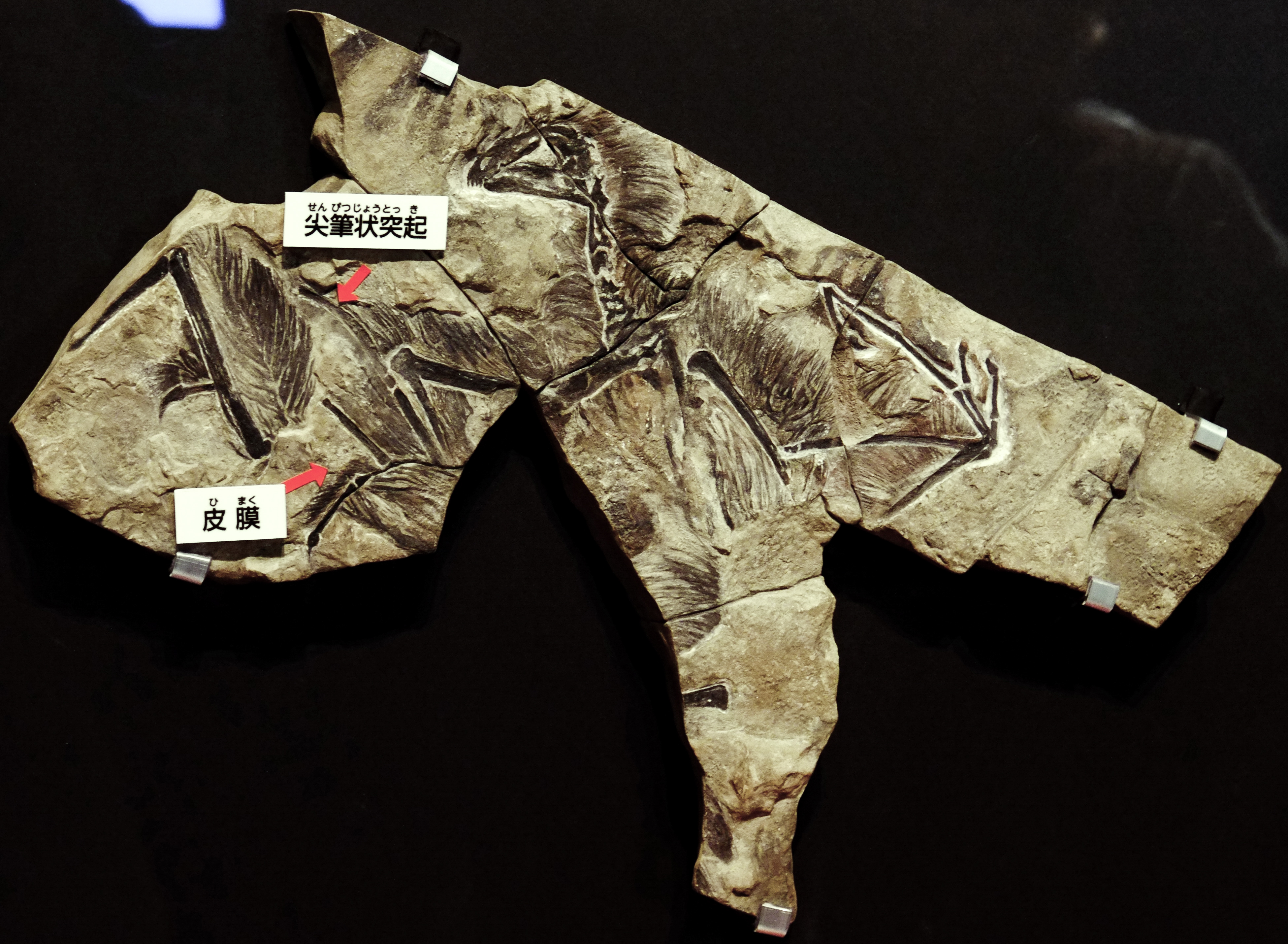
Holotyp Yi qi.

Holotypem jest okaz STM 31-2 – częściowy, artykułowany szkielet z zachowanymi odciskami tkanek miękkich. Został on znaleziony przez lokalnego farmera w kamieniołomie w pobliżu wioski Mutoudeng (prowincja Hebei). Osady formacji Tiaojishan, w których znaleziono Yi, datowane są na ok. 159,0–159,8 milionów lat, czyli na oksford (późna jura). Okaz jest zgnieciony – najlepiej zachowana jest głowa, żuchwa i kręgosłup, które zachowane są nieco trójwymiarowo, reszta szkieletu jest zachowana niemal dwuwymiarowo.
W celu potwierdzenia autentyczności okaz zbadano za pomocą tomografu komputerowego. Badanie nie wykazało żadnych anomalii, co potwierdziło autentyczność okazu

## Ekologia
Badania wskazują na to, że Yi, podobnie jak reszta Scansoriopterygidae, nie był w stanie latać, z powodu małych mięśni piersiowych.
Przeanalizowano również styl szybowania, wykazując dużą prędkość i szybki spadek wysokości podczas lotu ślizgowego. Powoduje to mniejszą możliwość manewrowania oraz utrudnia szybowanie na dalekie odległości. Budowa palców wskazuje na nadrzewny tryb życia, dodatkowo wzmacniają to wyniki analiz, które wykazały, że zwierzęta te nie były w stanie wystartować bezpośrednio z ziemi.
W późnej Jurze pojawiły się pierwsze ssaki szybujące jak np. Volaticotherium, pierwsze ptaki również zaczęły zapełniać niszę zwierząt nadrzewnych. Spekuluje się, że nowa konkurencja w połączeniu z gorszą umiejętnością szybowania przyczyniła się do wymarcia tej grupy.